# Парастаєво
Параста́єво (рос. Парастаево, марій. Прастай) — присілок у складі Гірськомарійського району Марій Ел, Росія. Входить до складу Ємешевського сільського поселення.

## Населення
Населення — 74 особи (2010; 95 у 2002).
Національний склад (станом на 2002 рік):
- марі — 94 %